# Victor Sanchez Union Field
Victor Sanchez Union Field – stadion piłkarski w belizeńskim mieście Punta Gorda, w dystrykcie Toledo. Obiekt może pomieścić 1 500 widzów.
Do 2016 roku obiekt nosił nazwę Toledo Union Field. Został przemianowany na cześć Victora Sancheza, lokalnego propagatora piłki nożnej w latach 70. i 80, który przygotował grunt pod budowę stadionu. W tym samym roku przeszedł gruntowną renowację, której łączny koszt wyniósł 1 501 075 dolarów belizeńskich
Obiekt składa się z boiska i trzypiętrowego, głównego betonowego budynku, w którym znajduje się główny hol wejściowy, kasy biletowe, toalety, wynajmowane stragany oraz udogodnienia dla VIP i przedstawicieli mediów. Betonowa trybuna jest zlokalizowana wzdłuż zachodniej strony boiska. Naprzeciwko budynku głównego znajduje się mniejszy, jednopiętrowy budynek, służący jako szatnia dla dwóch drużyn oraz punkt transmisji dla mediów. Od południowej strony jest zlokalizowany płot, wyznaczający parking dla klubowych autokarów. Wzdłuż drogi dojazdowej na stadion wyznaczono również boczny parking z miejscami parkingowymi dla kibiców.
W przeszłości był domowym obiektem m.in. klubu Freedom Fighters FC.